# Paleografija
Paleografija (grč: παλαιός+ γράφω – staro, drevno pisanje) je pomoćna povijesna znanost koja se bavi proučavanjem razvoja pisma kroz povijest, te praksa čitanja i dešifriranja starih rukopisa s ciljem da omogući ispravno čitanje, i odredi mjesto i vrijeme nastanka starih rukopisa i natpisa. 
Polazeći od činjenice da se pismo razvija i da je izvjesni tip pisma karakterističan za određeno područje i određeno vrijeme, paleografi se služe komparativnom metodom, tj. uspoređuju sličnosti i razlike oblika i duktusa u pismu nedatiranog spomenika stim istim elementima u pismu datiranog spomenika koji je tipičan za određeno razdoblje ili određeno područje, Paleografija također istražuje tahigrafske sisteme, skraćenice ili abrevijature, dijakritičke znakove, brojeve, instrumente i materije upotrebljavane pri pisanju, te konačno obilježja rada pojedinih pisarskih poslovnica (skriptorija). 

## Povijesni osvrt
Paleografska istraživanja počinju u XVII st., diktirana potrebama moderne kritičke historije. Poticaj za to dala je publikacija bolandiste Daniela van Papebrocha, koji je utvrdio neautentičnost nekih povelja iz merovinškog i karolinškog razdoblja u posjedu benediktinskog samostana St. Denis kraj Pariza. U vezi s time nastalo je monumentalno djelo francuskog benediktinca Jean Mabillona (1632. – 1707.) De re diplomatica libri VI (1681.) u kojem je učinjen prvi pokušaj klasifikacije tipova latinskog pisma i po kojemu se Mabillon smatra osnivačem latinske paleografije. 
God. 1708. Bernard de Montfaucon izlaže proces razvitka grčkog pisma u djelu Palaeographia graeca sive de ortu et progressu litterarum.Time je dao novoj znanosti ime paleografija. 
Novu fazu u paleografskim istraživanjima predstavlja rad F. S. Maffeia (1675. – 1755.) obavljen na bogatom rukopisnom materijalu kaptolske biblioteke u Veroni. Ali puni razvoj postiže p. tek u XIX st., obogaćena novim metodama i potpomognuta suvremenim tehničkim pronalascima (npr. fotografije), Tada se osnivaju i posebni paleografski zavodi i škole – École des chartes u Parizu, 1821. 
Među paleografima novijeg vremena ističu se V. Delisle, E. Schiaparelli, Cesare Paoli, E. A: Loewe, W. M. Lindsay, W. Wattenbach, L. Traube, P. Lehman, T. Sickel.
Mnogi natpisi i bogata skriptorijska ostavština s područja južnoslavenskih zemalja, sadržana u rukopisima i poveljama koje su napisane u raznim tipovima latinice, glagoljice i ćirilice, veoma su rano potakli rad naših historiografa. Djela Trogiranina Ivana Luciusa-Lučića (1604. – 1679.)  Inscriptiones Dalmatiae i Memorie istoriche di Tragurio odaju temeljitog paleografa i epigrafičara – još prije Mabillona.
U slavenskim zemljama paleografska su istraživanja velikim dijelom potaknuta razvitkom slavistike – od kraja XVIII st. Ruski paleografi Aleksej Ivanovič Sobolevski, 
P. A. Lavrov i Evfimij Fjodorovič Karski dali su značajne radove za ćiriličku u paleografiju, dok je Čeh Josef Vajs dao iscrpnu glagoljsku paleografiju. U drugoj polovici XIX stoljeća ističu se kod nas kao paleografi: Franjo Rački, Ivan Kukuljević-Sakcinski i Vatroslav Jagić; zatim Vjekoslav Klaić, Emilij Laszowski, Ferdo Šišić i dr.  

## Vanjske poveznice
Mrežna mjesta
- paleografija Hrvatska enciklopedija